# Загуменный, Александр Александрович
Александр Александрович Загуменный (1843—1887) — российский медик, доктор медицины, автор ряда научных трудов.

## Биография
Александр Загуменный родился в 1843 году в семье дьякона. Воспитывался в Санкт-Петербургской медико-хирургической академии, по окончании курса в которой с званием лекаря прикомандировался к клиникам Санкт-Петербургского военного госпиталя; затем назначен был лаборантом химической лаборатории (1873 год) и удостоен степени доктора медицины (1875 год).
С 1877 по 1879 год состоял врачом 18-го стрелкового батальона, а с 1879 по 1881 год — врачом 113-го пехотного Старорусского полка. Последние годы своей жизни он служил в медицинской лаборатории.
Совершил самоубийство 15 мая 1887 года отравившись синильной кислотой и был похоронен на Смоленском кладбище.

## научные труды
Среди работ, которые учёный оставил после себя наиболее известны следующие: «О холере в Борисоглебском уезде» («Эпидемический листок», 1871 год); «О динитробензинах», «О восстановлении дезоксибензоина» («Журнал Петербургского Химического Общества», 1872 год) и «О некоторых производных дезоксибензоина» (докторская диссертация; СПб.. 1875 год).